# John Systad
John Systad (* 14. September 1912 in Bergen; † 16. September 1998 in Göteborg) war ein norwegischer Marathonläufer.
Bei den Europameisterschaften 1946 in Oslo wurde er Zwölfter.
1947 wurde er Zweiter beim Enschede-Marathon und blieb als Dritter beim Košice-Marathon mit 2:39:55 h als erster Norweger unter der 2:40-Stunden-Marke. Im Jahr darauf wurde er Achter bei den Olympischen Spielen 1948 in London in 2:38:41 h und Zweiter in Košice in 2:36:43 h.
1949 wurde er jeweils Vierter in Enschede und Košice. Im darauffolgenden Jahr wurde er Norwegischer Meister und Neunter bei den Europameisterschaften 1950 in Brüssel. 1951 verteidigte er seinen nationalen Titel und wurde Fünfter in Enschede.
1952 verbesserte er als Norwegischer Meister seinen nationalen Rekord auf 2:35:54 h und kam bei den Olympischen Spielen in Helsinki in 2:41:30 h auf den 34. Platz.
1953 und 1955 wurde er erneut nationaler Meister. Seine persönliche Bestzeit von 2:32:16 h stellte er 1956 als Zweiter bei der norwegischen Meisterschaft auf.
1947, 1948 und 1950 wurde er Norwegischer Meister im 25-km-Straßenlauf.